# Benvenuto da Imola
Benvenuto da Imola, (in latino Benvenutus Imolensis), o Benvenuto Rambaldi (Benvenutus de Rambaldis) (Imola, 1330-40 – Ferrara, ante 13 agosto 1388), è stato un letterato e docente italiano.

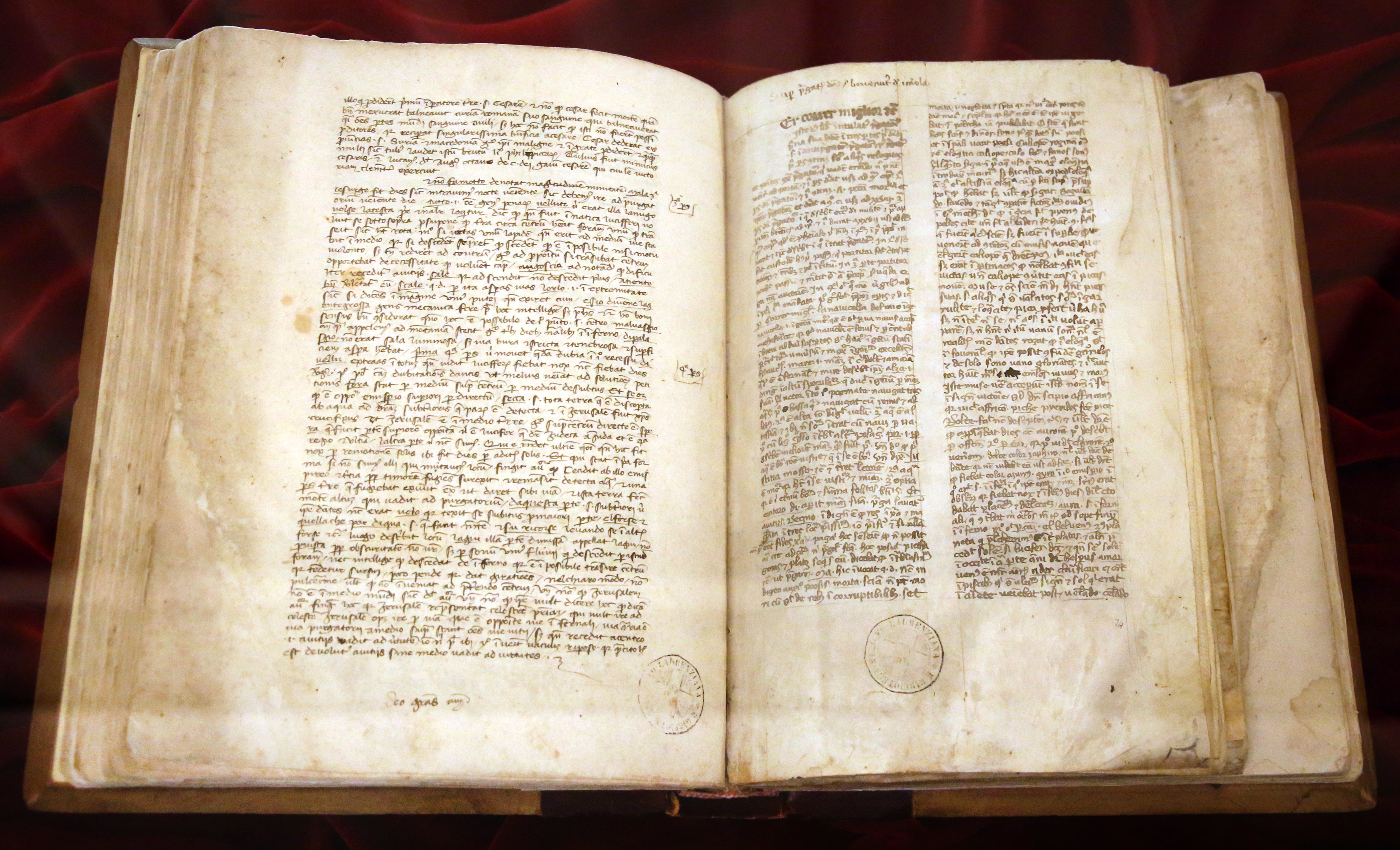
Comentum super Dantis Aldigherii Comoediam, 1381 (BML, Ashburnham 839)

Fu il primo autore che pubblicò un commento esclusivamente dedicato alla Commedia di Dante.

## Biografia
Figlio del notaio Compagno di Anchibene, apparteneva a una famiglia della buona borghesia, di parte ghibellina. Attivo nella vita pubblica cittadina (nei documenti venne indicato come magister, ovvero libero docente che teneva una scuola), il 20 marzo 1365 Benvenuto fu scelto dal comune di Imola, insieme ad altri quattro probiviri, come ambasciatore presso il papa. All'epoca la sede papale era ad Avignone. I rappresentanti si recarono nella città provenzale per chiedere a papa Urbano V di intervenire contro lo strapotere degli Alidosi, che governavano la città come vicari pontifici. Bertrando e Azzo Alidosi vennero definiti "lupi rapaces et praedones". Urbano V decise invece per il mantenimento dello status quo. L'insuccesso della missione   costrinse Benvenuto a non tornare più ad Imola. Si trasferì dunque a Bologna, dove aprì una nuova scuola. Nello studium bolognese fu uno dei primi docenti di letteratura dopo Giovanni del Virgilio.
Successivamente conobbe Giovanni Boccaccio ed ebbe modo di ascoltare a Firenze le sue famose lezioni sulla Commedia dantesca.
A Bologna Benvenuto rimase dieci anni, durante i quali scrisse tutta, o quasi tutta, la prima redazione del Comentum sul capolavoro di Dante.

Successivamente si trasferì a Ferrara, signorilmente ospitato dal marchese Niccolò d'Este, conosciuto ad Avignone e alla cui corte restò fino alla morte. Nella quiete ferrarese il magister completò il commento dantesco (seconda e terza redazione), curando inoltre le chiose alle Bucoliche e alle Georgiche di Virgilio.

## La visione religiosa
Uomo di fede concreta e senza soverchi tormenti, Benvenuto esprime anche in materia di religione il carattere sereno e quasi pragmatico che si coglie in molti passaggi del suo "Commento" alla dantesca Commedia. Questo in fondo non può sorprendere in uno studioso che, per quanto aperto di mente e in alcuni tratti non distante dall'Umanesimo vero e proprio, resta pur sempre nei confini del Medioevo. Non tocca a lui, del resto, esternare pensieri approfonditi e critici sulla religione: è già molto se mostra spesso forte polemica nei confronti del clero (e il soggiorno in Avignone avrà non piccolo ruolo in tale animosità), 
al quale non risparmia strali pungenti, spiritosi e velenosi insieme. C'è una frase che sintetizza bene, e anche argutamente, la fede concreta, solida, quasi carnale di cui si è detto sopra. Commentando nel III di Purgatorio lo star contenti al quia di Dante, Benvenuto chiosa, rivolto al lettore: "Ergo, si non vis errare, noli investigare, crede et manduca". Non investigare: e come non pensare al Carducci che dice "meglio oprando obliar, senza indagarlo, questo enorme mister de l'Universo"? Benvenuto crede, Carducci no: ma per entrambi meglio non arrovellarsi sui misteri massimi della vita.

## Opere
L'opera principale di Benvenuto fu il Comentum super Dantis Aldigherij Comœdiam. Nel suo monumentale studio, Benvenuto si rifece direttamente alla propria cultura letteraria, che peraltro seguiva quella di Dante stesso. Egli, infatti, del viaggio ultraterreno del sommo poeta chiarì i richiami classici alla nèkyia omerica (libro XI dell'Odissea) e alla catabasi di Enea (libro VI dell'Eneide), come anche al libro VI del Bellum civile di Lucano.
Gli altri commenti a noi noti di Benvenuto riguardano due opere della latinità:
- Pharsalia di Marco Anneo Lucano;
- Dictorum et factorum memorabilium libri IX di Valerio Massimo.

Benvenuto da Imola non fu soltanto un commentatore. Fu anche autore di due opere:
- Romuleon, vasto compendio della storia di Roma dalla fondazione a Diocleziano;
- Augustalis Libellus, stringato e succoso riassunto delle vite degli imperatori romani, da Giulio Cesare fino al contemporaneo Venceslao di Lussemburgo (imperatore del Sacro Romano Impero).

## Eredità culturale
Nel 2017 è stato fondato il «Centro studi su Benvenuto da Imola», che si propone di approfondire le ricerche sullo studioso e di diffonderne il pensiero.

## Intitolazioni
A Benvenuto Rambaldi è intitolato il liceo classico statale di Imola.